# Monique Livry-Level
Pour les articles homonymes, voir Livry-Level.
Monique Livry-Level (épouse Corblet de Fallerans) est une résistante française née le 29 octobre 1923 à Paris et morte à Bayeux le 15 avril 2012,,.

## Biographie
Fille de Philippe Livry-Level, futur compagnon de la Libération, elle est arrêtée le 12 juillet 1944 en tentant de traverser les lignes allemandes pour transmettre des renseignements aux forces alliées.
Elle est alors emprisonnée à Caen, puis déportée à Ravensbrück le 15 août 1944 par le "convoi des 57000". Déplacée au camp de travaux forcés de Torgau, elle réussit à s'échapper lors d'une marche de la mort au mois d'avril 1945.

## Distinctions
- Commandeur de la Légion d'honneur (2010)[2]
- Médaille militaire
- Croix de guerre 1939–1945
- King's Medal for Courage in the Cause of Freedom (Royaume-Uni)

## Ouvrage
- Voyage nocturne au bout du parc, d’Audrieu à Ravensbrück , éditions Heimdal, 1994.